# 马里乌斯·库施
马里乌斯·库施（德語：Marius Kusch，1993年5月5日—），德国男子游泳运动员，2018年欧洲游泳锦标赛男子4×100米混合泳接力铜牌得主、2022年世界短池游泳锦标赛男子100米蝶泳铜牌得主。